# ЈУ „Друга основна школа” Храсница
ЈУ „Друга основна школа” једна је од основних школа на подручју општине Илиџа. Налази се на адреси Школска 1 у Храсници. 

## Историјат
Аустроугарске власти су 1907. године почеле изградњу школе у Храсници. Земљиште за изградњу школе поклонили су чланови породице Мехремић. Изградња је трајала годину дана, а школа је добила име „Народна основна школа“. Прва школска година је почела 1. октобра 1908. године. У први разред су уписана двадесет и два ученика, дјечаци исламске вјероисповјести старосне доби од осам до дванаест година. Први учитељ, који је уједно обављао и дужност директора, је био Хамдија Мулић. Школа није радила недељом и петком. У првом разреду су ученици изучавали марљивост, вјеронауку, језикословну наставу која обухвата почетну стварну наставу, читање, усмено и писмено изражавање мисли, стварну наставу која обухвата рачунство и геометрију, пјевање и гимнастику. Од отварања школе до краја Првог свјетског рата похађало ју је 460 ученика, од којих 80% није завршило школовање. Између два свјетска рата 1918—1941. школу је похађало 1490 ученика, мушка и женска дјеца. До 1. септембра 1934. наставу су изводили углавном учитељи, а тада је почела радити и прва учитељица Влајка Марић. Почетак и ток Другог свјетског рата су увелико утицали на рад ове школе. Области Босне и Херцеговине су 1941. године припојене Независној Држави Хрватској те је и ова школа промијенила име у „Државна мјешовита пучка школа у Храсници”. Према сачуваним подацима школу су у току Другог свјетског рата похађала 534 ученика. Школске 1950—1951. године школа је поново промијенила име у „Четрнаеста основна школа у Храсници”. Изградња фабрике мотора је резултовало наглим приливом становништва и порастом броја ученика, па је започета изградња новог школског објекта. Новоизграђена школа је почела са радом за Дан Републике 29. новембра 1957. На приједлог Скупштине општине Илиџа Савјета за просвјету и културу школа је добила назив Основна школа „Алекса Шантић”, а као Дан школе је одређен 27. мај. Године 1967—1968. школу је похађало 1925 ученика а настава се изводила у три смјене. Због великог број ученика и недостатка простора Скупштина општине Илиџа је на заједничкој сједници Општинског вијећа и Вијећа мјесних заједница 15. јула 1968. донео рјешење о оснивању Основне школе „Хасан Бркић” у Храсници која је садржала шеснаест одјељења и двадесет учитеља и наставника Основне школе „Алекса Шантић”. Када је 1980—1981. почела са радом Основна школа „Ђуро Пуцар Стари” у Соколовићима, из Основне школе „Алекса Шантић” је прешло 375 ученика и једанаест наставника. Школска 1991—1992. година је почела 1. септембра, наставу је похађало 1218 ученика распоређених у четрдесет одјељења. Почетком априла, због избијања ратних сукоба, настава је прекинута. На приједлог Мјесне заједнице „Храсница II” августа 1992. се назив школе мијења у Основна школа „Мустафа Локванчић”. Током 1997. године је извршена пререгистрација школе под данашњим називом „Друга основна школа”, јер су одлуком Прелазног опћинског вијећа 5. јула 1996. промијењени називи свих основних школа на подручју опћине Илиџа. Нови називи су дати према редослиједу изградње школа.